# Voivodato di Podolia
Il voivodato di Podolia (in polacco Województwo Podolskie) fu un'unità di divisione amministrativa e governo locale del Regno di Polonia dal XIV secolo fino alla spartizione della Polonia, avvenuta negli anni 1793-1795. Insieme al voivodato di Bracław formava la provincia storica della Podolia. Oggi la regione appartiene all'Ucraina.

## Governo municipale
Sede del governatorato del voivodato (Wojewoda):
- Kamieniec Podolski

Consiglio regionale per tutte le terre di Rutenia (sejmik generalny):
- Sądowa Wisznia

Sede del Consiglio regionale (sejmik poselski i deputacki):
- Kamieniec Podolski

## Geografia antropica

### Suddivisioni amministrative
- Contea di Kamieniec (Powiat Kamieniecki), Kamieniec Podolski
- Contea di Czerwonograd (Powiat Czerwonogradzki), Czerwonograd
- Contea di Latyczów (Powiat Sanocki), Latyczów

## Voivodi
- Stanisław Odrowąż (dal 1535)
- Tomasz Zamoyski (dal 1618)
- Marcin Krasicki (1630-1632/1633)
- Marcin Kazanowski (1632/1633-1636)
- Stanisław "Rewera" Potocki (1636-1653)

## Voivodati confinanti e regioni contigue
- Voivodato di Rutenia
- Voivodato di Volinia
- Voivodato di Kiev
- Voivodato di Bracław
- Moldavia